# الصرادح (جبلة)

تعديل مصدري - تعديل

الصرادح محلة تابعة لقرية الظهرة، التابعة لعزلة انامر اعلى بمديرية جبلة إحدى مديريات محافظة إب في الجمهورية اليمنية، بلغ تعداد سكانها 114 حسب تعداد اليمن لعام 2004.